# Gardner-Webb Runnin' Bulldogs

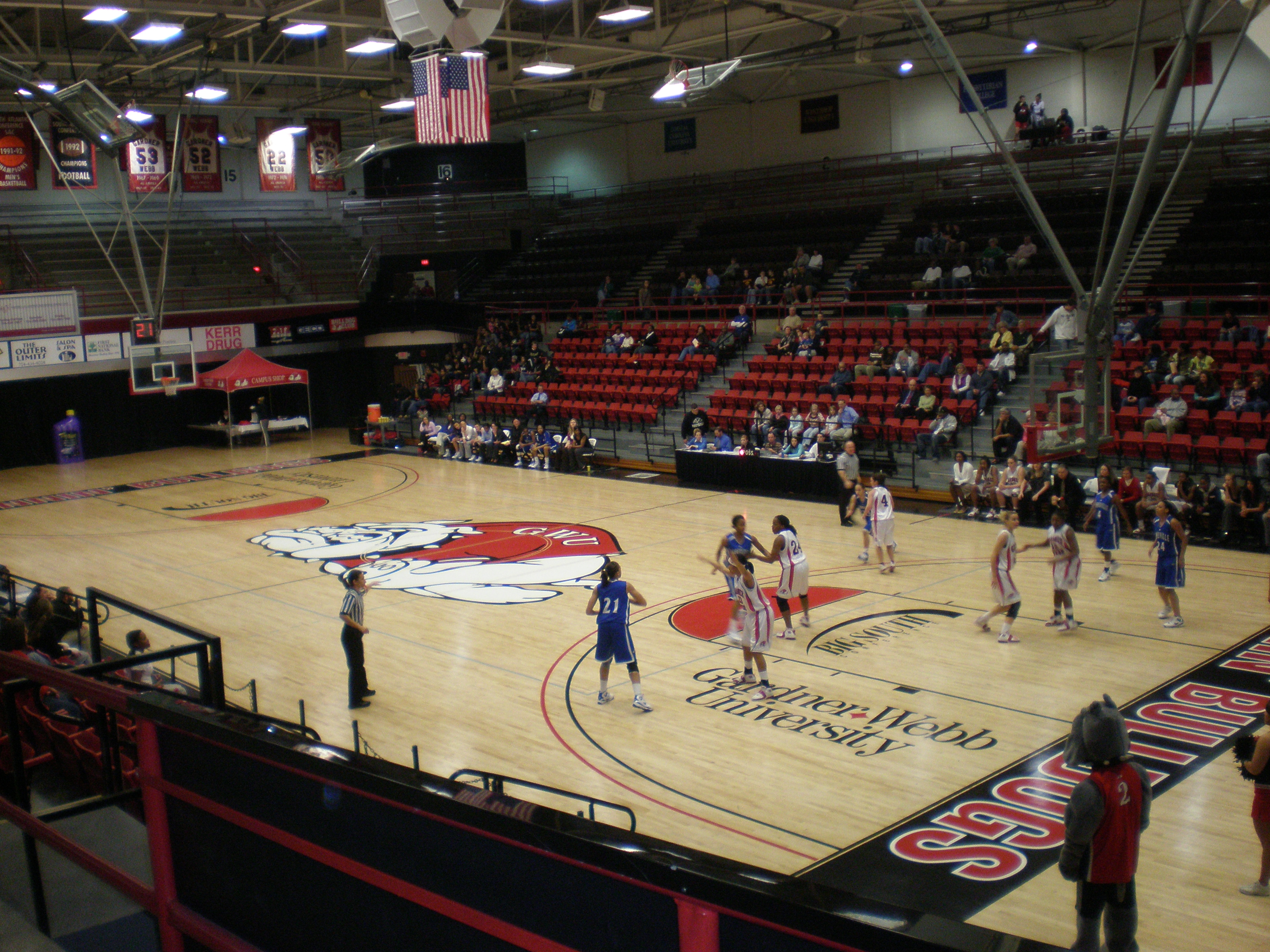
Paul Porter Arena

Gardner-Webb Runnin' Bulldogs (español: Bulldogs corredores de Gardner-Webb) es el equipo deportivo de la Universidad Gardner-Webb, situada en Boiling Springs, Carolina del Norte. Los equipos de los Runnin' Bulldogs participan en las competiciones universitarias organizadas por la NCAA, y forman parte de la Big South Conference.

## Programa deportivo
Los Runnin' Bulldogs participan en las siguientes modalidades deportivas:
| - Masculino - Béisbol - Baloncesto - Fútbol americano - Cross - Fútbol - Tenis - Golf - Natación - Lucha libre - Atletismo | - Femenino - Baloncesto - Cross - Golf - Tenis - Fútbol - Natación - Softball - Voleibol - Atletismo |

## Baloncesto
En la temporada 2004-2005, los Runnin' Bulldogs ganaron por primera vez la fase regular de la Atlantic Sun Conference, empatados con la Universidad Central de Florida. De sus filas han salido 3 jugadores que han llegado a jugar en la NBA, destacando John Drew, que jugó 11 temporadas como profesional.